# UFC 104
UFC 104: Machida vs. Shogun, foi um evento de artes marciais mistas promovido pelo Ultimate Fighting Championship, ocorrido em 24 de outubro de 2009 no Staples Center em Los Angeles, California. A luta principal foi entre Lyoto Machida e Mauricio Rua.

## Resultado
nota 1 Pelo Cinturão Meio-Pesado do UFC.

## Bônus da Noite
- Luta da Noite:  Antoni Hardonk vs.  Ryan Bader
- Nocaute da Noite:  Pat Barry
- Finalização da Noite:  Stefan Struve

## Ligações Externas
- «Página oficial»

1. ↑  Nota 1